# Fenyőfő
Fenyőfő is een plaats (község) en gemeente in het Hongaarse comitaat Győr-Moson-Sopron. Fenyőfő telt 147 inwoners (2001).